# Konstancija Petrikaitė-Tulienė
Konstancija Petrikaitė-Tulienė (née à Moscou le 27 septembre 1906 et morte à Kaunas le 12 juin 1999) était une artiste lituanienne.

## Biographie
Konstancija Petrikaitė-Tulienė quitta l'école d'art de Kaunas en 1934, puis travailla dans plusieurs domaines des arts appliqués : elle décora des assiettes et des vases, conçut des figurines, dessina des affiches, créa des ex libris et illustra des livres pour enfants et des magazines.
Son premier travail important fut d'illustrer un livre de Stepas Zobarskas (lt), Brolių ieškotoja (La Recherche des frères). Elle aurait illustré environ 25 livres pour enfants jusqu'en 1960, dont Cendrillon, de Charles Perrault, qui fut particulièrement remarqué.

## Œuvres
En 2008, sa série de poupées habillées en costumes traditionnels lituaniens Mariage lituanien retourna en Lituanie après avoir passé plusieurs décennies à l'ambassade lituanienne de Washington. Elle avait été réalisée pour la Foire internationale de New York 1939-1940.